# مولد السيريالات

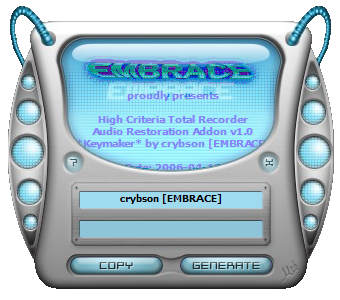

مولد السيريالات (بالإنجليزية: KeyGen)‏ هو برنامج حاسوب أو أداة تستخدم لتوليد سيريالات أو أرقام أو ملفات تفعيل للبرامج التي تحتاج لذلك. ومعظم برامج الحماية تعتبره طروادياً (تروجان) لأنه يقوم بتسجيل البرامج عن طريق التسجيل (Registry) أو نقل ملفات.